# 황영목
황영목(黃永穆, 1951년 ~)은 대한민국의 제37대 대구고등법원장을 역임한 법조인이다.

## 생애
1951년 경주시에서 태어나 내남초등학교, 경주중학교, 경북대학교 사대부고, 서울대학교 법학과를 졸업하고 제18회 사법시험에 합격했다. 이후 판사에 임용되어 대구지방법원 의성지원장과 대구고등법원 판사, 대법원 재판연구관, 대구고등법원 부장판사와 수석부장판사를 지냈으며 특히 대구지방법원과 대구고등법원 수석부장판사로 근무할 때 도산한 지역기업의 법정관리를 담당하는 판사를 했다.

## 주요 판결
- 대구고등법원 제1형사부 재판장으로 재직하던 2001년 12월 11일에 이적단체인 한총련에 가입해 각종 집회와 시위를 주도하고 이적표현물을 제작하여 국가보안법위반 혐의로 기소돼 1심에서 징역4년 자격정지4년을 선고받은 한총련 6기 의장 손준혁에 대한 항소심에서 징역3년 자격정지3년을 선고했다.[1]
- 대구고등법원 제2형사부 재판장으로 재직하던 2005년 10월 31일에 선거법 위반 혐의로 기소돼 1심에서 벌금 300만원, 2심에서 80만원을 선고받았으나 대법원에서 파기환송된 한나라당 김태환 의원에 대한 파기환송심에서 "3차례에 걸쳐 기부 행위를 한 것은 죄질이 결코 가볍지 않지만 선거에 미친 영향력이 크지 않고 종친회 부회장 자격으로 의례적인 인사를 했다는 점, 31만원 어치의 식사류를 제공한 것은 정도가 크지 않은 점 등을 종합적으로 감안했다"며 벌금 80만원을 선고했다.고 밝혔다.[2]